# 物流
物流（ぶつりゅう、英語: Physical distribution, PD）とは、生産物を生産者から消費者へ引き渡すことを指す、物的流通（ぶってきりゅうつう）の略。
物流は商品を消費者に届ける物を運ぶ輸送や配送、保管、包装、荷役、流通加工、情報処理などの過程に限定されるのに対し、「ロジスティクス」は物流の過程に調達、生産、販売、回収等を含んだ供給プロセス全体を一元的に管理することを表すために用いられる。
原義は軍隊で使用される兵站を意味し、人員を適切に配置し、全体の効率化を進める手法を指す。
また、より包括的概念としてサプライチェーン・マネジメントがある。

## 概要
物流の主な機能として、輸送・配送の他、保管・荷役・包装・流通加工・物流情報処理がある。その中でも、輸送・保管・荷役・包装・流通加工は「物流5大機能」と言われる。
物流は、商流や金流と対比されている概念である。
商流が営業・販売活動など契約締結やその代金（売掛金）回収活動に焦点をあてて業務の流れを捉えているのに対し、物流は（物理的に実体のある）物体としての生産物を（物理的に）移動あるいは保管する業務の流れを指す。広義には、生産活動としての人の搬送も含める場合がある。
生産活動を営む者の視点により、調達物流、販売物流、場内物流、返品物流、末端物流など対象領域を定義した言葉を用いることがある。一般的に「調達物流」、「販売物流」、「社内物流」、「返品物流」という物流4領域に分けられる。
特に1970年代以降、販売物流の領域として、より効率的にニーズに合った生産物を消費者に届け、新鮮・低価格といった付加価値を提供するための活動が産業界で盛んになっている。物流が生産物の移動・保管に主軸を置いた言葉であるのに対し、原料生産者・加工者・販売者を密に繋いだ供給主体のより包括的な経済行為をマネジメント面から強調する言葉として、ロジスティクスやサプライチェーン・マネジメントがある。

## 下位分類
大きく分けて以下のように分類される。
1. 水運（waterways） - 海運を含む
2. 道路運送（roadways）
3. 鉄道運送（railways）
4. 航空運送（airways）

地球規模の物流網は、上記を複数組み合わせて構築されていると見ることができる。
上述の分類を、近年の取扱高で重みづけし大きいほうから並べると、以下の順となる。
1. 道路運送
2. 水運
3. 鉄道運送
4. 航空運送

150年ほど前までは、圧倒的に水運の取扱高が大きかったが、その後の自動車の発明、普及や道路整備によって道路運送が水運を抜いた。

## 世界市場と物流業者

### 市場規模
世界の物流市場は2017年時点で7兆6412億米ドルだったと推定されている。

### 主な物流業者
物流は国境を越えて行われる。従って、国境にとらわれず地球規模で物流網を構築している業者が数多く存在し、実体は各地に展開されている物流網であるため、それらの本社の所在地には囚われるべきではない。
世界の物流のキープレーヤーは以下のようになっている。
- A.P. モラー・マースク[4]（海運で世界一の売上高を誇る。デンマークに本拠を置く。）
- DBシェンカー[4]（欧州最大の物流業者。ドイツに本拠を置いている。）
- ドイツポストおよびその子会社のDHL[4]（約220か国の郵便・物流を担っている多国籍企業。ドイツポストの売上の3/4は子会社DHLが占める）
- DSV[4]（陸海空のロジスティクスサービスを提供する、世界有数の規模を持つ物流会社。デンマーク・コペンハーゲン近郊に本社を置く）
- フェデックス（FedEx）[4]（空路や地上で、重量貨物や文書などの物流サービスを提供する世界最大手の会社。世界220の国と地域で取り扱いを行っている。 ）
- Geodis（ジオディス）[4]（物流分野の持株会社。120カ国で物流事業を展開。フランス国有鉄道SNCFの最大株主。2015年8月に米国のOzburn-Hessey Logisticsも買収。パリ郊外に本社を置いている。）→英語版ではen:SNCF Logisticsの記事内で解説。
- キューネ・アンド・ナーゲル[4]（世界100カ国以上の地域で、海上・航空輸送を中心としたロジスティクスソリューションを提供するフォワーダー企業）
- 日本通運[4]（2017年に、年間売上US$16 billionつまり160億米ドルを記録。世界の物流企業トップ5の一角を占める。世界40カ国以上に物流網を構築、特に33カ国では自社直営の拠点を持っている。）
- CHロビンソン（英語版）[4]（サードパーティ物流業者。米国ミネソタ州に本拠を置く。）
- UPS ユナイテッド・パーセル・サービス[4]（世界200か国以上の国と地域で、一日あたり1400万個以上の荷物を扱っている。米国ジョージア州に本社を置く。）

#### （物流業者としての）eコマース業者
国連UNCTADは、去る2020年、地球全体のeコマース（電子商取引）売上高は25.6兆米ドルに到達し、既に世界全体のGDPのおよそ30%ほどがeコマースによって扱われていると発表した。
2018年時点の内訳をみると、BtoB（会社間取引）のeコマースの額が$21 trillion(約21兆米ドル
)でeコマース全体の83%を占めており、BtoC（会社-消費者間取引）が$4.4 trillion（約4.4兆米ドル）で、全体の17%ほどという割合である。
- Amazon - ネット通販各社の中でも特に売上高・取扱高が突出しており、世界各国で通販サイトを展開し、自動倉庫を備え、物流センターの役割も担っている。Amazon.com、Amazon.co.jpなど言語別や国別でウェブサイトは分かれているが国境を越えて物流がつながっている。

## 各国内の物流組織
各地域の国内で（つまり「ローカル」で）物流を行っている主な組織についても説明しておく。
欧州
- ドイツ
  - ドイツポストおよびその子会社のDHL

- フランス
  - Geodis（ジオディス）
  - フランス郵政公社（通称：ラ・ポスト）
  - クロノポスト（フランス郵政公社の子会社）

- イタリア
  - イタリア郵便局（ポステ・イタリアーネ）

- オランダ
  - TNTエクスプレス

- イギリス
  - ロイヤルメール

アジア・オセアニア
- 中華人民共和国
  - COSCO China Ocean Shipping Company コスコ  中国名：中国远洋运输有限公司（中国の物流コングロマリット。元・国営企業。1114隻の船を所有し、そこには365のdry bulk vesselsとコンテナ船で1,589,000TEUの容量、および120隻のタンカーを含む。）
  - ru:Xiamen Xiangyu Group シャーメン・シャンユー 中国名:厦門象嶼股分有限公司（おもに中国国内を守備範囲とする物流企業。事業内容には、バルク商品の物流、総合物流サービスの提供、物流プラットフォーム（パークス）の開発と運営が含まれる。主な運送品は、農産物、金属鉱物製品、エネルギー・化学製品、機械製品、電気製品。[5]）
  - 中国郵政

- オーストラリア

北米
- アメリカ合衆国
  - フェデックス（FedEx）
  - アメリカ合衆国郵便公社（略称：USPS）
  - ユナイテッド・パーセル・サービス（略称：UPS）

南米

## 物流施設
物流施設は保管、荷役、包装、流通加工、在庫管理などの物流機能が行われる施設であり、商品の輸配送の結節点になる場所をいう。一般的には倉庫（物流倉庫）や物流センターと呼ばれることもある。
倉庫やトラックなどを物流資産というが、自ら物流資産を保有するアセット型事業者と物流資産を一切保有しないノンアセット型事業者がある。

### 物流施設のプロバイダー
- GLP - 世界的な物流不動産のプロバイダー
- プロロジス - 世界的な物流不動産のプロバイダー

### 先進的物流施設
先進的な機能を有する物流不動産のことを「先進的物流施設」という。この用語は、プロロジス、GLP（GLP投資法人）、三井不動産（三井不動産ロジスティクスパーク投資法人）、住友商事（SOSiLA物流リート投資法人） 等により使用されている。
| デベロッパー名 | ブランド名           | 概要                                         |
| -------------- | -------------------- | -------------------------------------------- |
| GLP（日本GLP） | 「ALFALINK」         | GLP ALFALINK流山の延床面積90万㎡は世界最大級 |
| プロロジス     | 「プロロジスパーク」 |                                              |
| 三井不動産     | 「MFLP」             |                                              |
| 住友商事       | 「SOsiLA」           |                                              |

## 物流の博物館
- 日本 - 物流博物館（日本通運の企業博物館、東京都港区）
- ロシア - 物流博物館（露: Музей логистики〈ムゼイ・ロギスチキ〉、サンクトペテルブルク）
- イギリス - 王立兵站軍団博物館（英: Royal Logistic Corps Museum、シティ・オブ・ウィンチェスター）
- カナダ - カナダ軍兵站博物館（英: The Canadian Forces Logistics Museum、モントリオール）